# Moraczewo (powiat leszczyński)
Moraczewo – wieś w Polsce położona w województwie wielkopolskim, w powiecie leszczyńskim, w gminie Rydzyna.

## Historia
Wieś pierwotnie związana była z Wielkopolską. Ma metrykę średniowieczną i istnieje co najmniej od początku XIV wieku. Wymieniona w dokumencie zapisanym po łacinie z 1310 Moraczew, 1391 Morawczino, 1395 Moraffwczewo, Morafszcewa, Morafczewo, 1397 Morafsczewo, 1400 Morawczewo, Morawczew, Morawcze, Moraczewo.
Według pierwszego zachowanego zapisu w 1310 książę śląski i wielkopolski, pan Głogowa i Poznania dziedzic Królestwa Polskiego Henryk III głogowski ustanowił dystrykt w Poniecu, a w jego granicach odnotowano m.in. także wieś Moraczewo. W 1449 miejscowość należała do powiatu kościańskiego Korony Królestwa Polskiego. W 1410 należała do parafii Dąbcze, a potem do parafii Rydzyna.
Miejscowość była własnością szlachecką należącą do lokalnej szlachty wielkopolskiej z rodu Moraczewskich, którzy od nazwy wsi utworzyli swoje odmiejscowe nazwisko, a także do spokrewnionych z nimi Tworzyjańskich, Miaskowskich oraz innych rodów szlacheckich.
W latach 1480–1580 wieś należała do rodu Miaskowskich, spadkobierców Tworzyjańskich. W 1480 bracia Jan Miaskowski oraz Wawrzyniec Moraczewski synowie Jana Tworzyjańskiego vel Miaskowskiego z Moraczewa zawierają ugodę w sprawie podziału dóbr po ojcu i matce, według której Jan z okazji swego małżeństwa miał otrzymać 100 grzywien, które jego ojciec posiadał w Tworzyjanicach u dziedziców z Kąkolewa, a Wawrzyniec Tworzyjański z siostrą Małgorzatą miałają otrzymać prawo do 50 grzywien do posagu ich matki Barbary, zapisanego na Moraczewie, a z tej sumy po śmierci matki mieli oni odstąpić 15 grzywien bratu Janowi Miaskowskiemu z Moraczewa. W 1493 bracia rozliczają się ponownie: Wawrzyniec otrzymał łan zwany Dziergoniewski wraz z placem i budynkiem, zboże z gumien w Moraczewie po jego wymłóceniu czyli jeden małdrat żyta oraz połowę z tego co pozostanie. Oprócz tego dostał 4 krowy, konie, maciory, gęsi i 2/3 zasiewów ozimych. Jan Miaskowski natomiast otrzymał jeden łan z opuszczonego sołectwa przyległy do łanu zwanego Dziergoniewskim, połowę pozostałego ziarna, 3 krowy i 1/3 zasiewów ozimych. Oprócz tego Wawrzyniec miał zapłacić Janowi 10 grzywien. W 1497 Wawrzyniec Moraczewski brał udział w wyprawie wołoskiej jaka miała miejsce w czasie wojny polsko-tureckiej. W 1497 król polski Jan Olbracht nadał Ambrożemu Pampowskiemu z województwa sieradzkiego prawa do dóbr Moraczewo Wawrzyńca Moraczewskiego z powodu zaniedbania przez niego obowiązku udziału w pospolitym ruszeniu.
W 1534 bracia Mikołaj, Piotr i Maciej Moraczewscy dzielą między siebie wsie Moraczewo, Pomykowo i Mirkowice. W latach 1535–1536 Mikołaj i Maciej Moraczewscy sprzedali swoje części we wspomnianych wsiach Stanisławowi Rydzyńskiemu. W 1539 Maciej Moraczewski zapisuje żonie Dorocie po 100 złotych posagu i wiana na Moraczewie i na Mirkowicach.
Wieś została odnotowana w licznych archiwalnych dokumentach sądowych. W latach 1388–1391 jako właściciel we wsi odnotowany został przy okazji procesów sądowych Jan Moraczewski. W 1395 Tomisława (Tochna) Moraczewska córka Budziwoja wygrała proces sądowy ze swoją ciotką Stronisławą o 7 łanów we wsi Moraczewo i odmówiła jej wypłaty 10 grzywien w ramach zadośćuczynienia za poniesione szkody. W latach 1396–1400 prowadziła spór ze swym bratem Świętosławem klerykiem o podział majątku. W 1400 pozwała Liska Wyskotę z Oporowa koło Ponieca o to, że napadł na nią oraz na jej męża w Moraczewie wraz z innym paniczem oraz z 6 kmieciami. W latach 1400–1401 toczyła kolejny proces z Koblem z Drzeczkowa zarzucając mu napad. W wyniku decyzji sądu w ramach zadośćuczynienia Kobel miał dać Tomisławie wwiązanie w trzech kmieci w Moraczewie. W latach 1395–1406 jako właściciel miejscowości odnotowany został Mirosław Moraczewski. W 1413 proces o część Moraczewa wygrała Dorota Moraczewska.
Odnotowani zostali także imiennie kmiecie oraz pracownicy mieszkający we wsi. W 1414 kmieć Świętek, Mikołaj syn Mirosława, Jachna, Tomisława oraz kolejny kmieć Janusz Gąsiorek. W 1520 odnotowano Błażeja i pracownika Szymona.
W 1515 właścicielami we wsi byli bracia Miaskowscy z Miastowa. Benedykt syn Jana Miaskowskiego oraz Katarzyny Krzekotowskiej otrzymał część Moraczewa oraz 250 grzywien, a w 1517 na swych połowach Moraczewa i Pomykowa zapisał po 100 grzywien posagu i wiana żonie Małgorzacie.
Miejscowość odnotowały historyczne rejestry podatkowe. W 1510 w Moraczewie było dwóch właścicieli, którzy posiadali 14 łanów i 3 kwarty roli, a 2,5 łana było opuszczone. We wsi gospodarowało wtedy trzech zagrodników. W 1530 miał miejsce pobór z 4 łanów. W 1535 w Moraczewie było 2,5 łana opuszczonego. W 1564 miał miejsce pobór od 11 i 1/4 łana, 2 karczm dorocznych oraz od jednego komornika. W 1564 wieś liczyła 9 łanów. W 1564 odnotowano pobór z 10 i 1/4 łana, karczmy dorocznej, 4 zagrodników, komornika i wiatraka dziedzicznego. W 1580 pobór zapłacił Jan Miaskowski od 6,5 łana osiadłego, 3/4 łana opuszczonego oraz od 3 komorników. Kolejna właścicielka we wsi Dorota Moraczewska zapłaciła od 2 łanów osiadłych, 3 zagrodników oraz jednego komornika. Odnotowano także jako płatnika Stanisława Rydzyńskiego płacącego od 2 i 1/4 łanów osiadłych, 3 zagrodników i od wiatraka dziedzicznego.
W wyniku II rozbioru Rzeczypospolitej w 1793, miejscowość przeszła w posiadanie Prus i jak cała Wielkopolska znalazła się w zaborze pruskim.
W latach 1975–1998 miejscowość należała administracyjnie do województwa leszczyńskiego.

## Populacja
Według Narodowego Spisu Powszechnego Ludności i Mieszkań z 2011 roku liczba ludności we wsi Moraczewo wynosi 406, z czego 52% mieszkańców stanowią kobiety, a 48% ludności to mężczyźni. Miejscowość zamieszkuje 4,8% mieszkańców gminy.